# Pseudosindora palustris
Pseudosindora palustris là một loài thực vật có hoa trong họ Đậu. Loài này được Symington miêu tả khoa học đầu tiên.